# Catherine Espaillat
Catherine C. Espaillat es una astrónoma estadounidense cuya investigación se centra en la formación de Planetas, incluyendo el estudio de discos protoplanetarios y objetos estelares jóvenes. Es profesora asociada de astronomía en la Universidad de Boston, donde dirige el Instituto de Investigación Astrofísica. 

## Educación y carrera
Espaillat procede de una familia de inmigrantes de clase trabajadora; sus padres emigraron a Estados Unidos desde la República Dominicana.  Desde niña se interesó por la astronomía, pero ingresó en la Universidad de Columbia con la intención de convertirse en médico; su interés se centró en la carrera de astronomía después de asistir a un curso introductorio sobre la materia en segundo curso. Tras licenciarse en astronomía en 2003, se trasladó a la Universidad de Míchigan para cursar estudios de posgrado, donde obtuvo un máster en 2005 y un doctorado en 2009, bajo la supervisión de Nuria Calvet.
Fue investigadora postdoctoral en el Centro de Astrofísica de Harvard-Smithsonian de 2009 a 2013, con el apoyo de la Fundación Nacional de Ciencias y de una beca postdoctoral de Carl Sagan de La NASA. A continuación, se incorporó al Departamento de Astronomía de la Universidad de Boston como profesora asistente en 2013. Fue promovida a profesora asociada en 2020.
Espaillat se dio cuenta de las grandes disparidades existentes en el mundo académico, sobre todo en la falta de acceso a la información. Esto la llevó a trabajar para un grupo de apoyo entre iguales «para hacer desconocido lo conocido y desmitificar el mundo académico, de modo que las respuestas correctas a las preguntas no estén disponibles por pura suerte». Espaillat también es la directora de la Liga de Astrónomas Minoritarias Subrepresentadas (League of Underrepresented Minoritized Astronomers, LUMA), una comunidad de tutoría entre iguales para mujeres de grupos subrepresentados en astronomía y campos afines.

## Contribuciones
Espaillat es conocido por identificar discos pre-transicionales alrededor de estrellas de masa baja y de secuencia pre-mayor T Tauri. Estos discos cuentan con una región central despejada entre los anillos de polvo interiores y exteriores, proporcionando evidencia de despejamiento de polvo debido a la formación de planetas en lugar de la fotoevaporación. Utilizó observaciones del Telescopio Espacial Spitzer y la instalación del telescopio infrarrojo de la de la NASA, junto con modelos desarrollados en conjunto con su asesor, para identificar estas estructuras. Sus predicciones fueron confirmadas más tarde observando un planeta joven en el disco pre-transicional de la estrella LKCa 15.

## Reconocimiento
En 2015, Espaillat recibió el premio CAREER de la Fundación Nacional de Ciencias. Espaillat fue nombrada becaria de investigación Sloan y becaria Kavli de la Academia Nacional de Ciencias en 2016. En 2022, la Asociación Americana para el Avance de la Ciencia nombró a Espaillat como miembro de la AAAS.
Fue oradora principal en la reunión anual de 2019 de la Sociedad Astronómica Americana; también fue nombrada becaria Scialog por la Sociedad de Investigación para el Avance de la Ciencia ese mismo año.